# Arnošt Lustig
Arnošt Lustig (Praga, 21 dicembre 1926 – Praga, 26 febbraio 2011) è stato un superstite dell'Olocausto e scrittore ceco ebreo internato a Theresienstadt nel 1942, poi a Auschwitz e a Buchenwald.
Riuscì a salvarsi scappando nel 1945 dal treno che lo stava trasportando a Dachau, approfittando di un bombardamento ai binari fatto dagli "Alleati"; fuggito, ritornò subito in Patria per prendere parte alla resistenza contro i Nazisti invasori.
Terminata la Guerra, studiò Giornalismo presso l'Università Carolina, la più prestigiosa del Paese, poi fu assunto dall'emittente radiofonica locale Radio Praha, incarico che però lasciò quasi subito per recarsi nel nascente Stato d'Israele a combattere per l'indipendenza nelle file dell'Haganah. Tornò poi nuovamente nella Cecoslovacchia nei difficili anni settanta (il 1968 è infatti l'anno della tristemente nota Primavera di Praga); lasciò quindi per la seconda volta volontariamente il Paese per recarsi in Israele prima, poi in Jugoslavia - altra zona politicamente instabile - e infine, nel 1970, negli Stati Uniti, accettando un posto da professore all'American University di Washington.
Con l'inizio del crollo del Comunismo in Europa, nel 1989 si recò per l'ennesima volta in Patria, alternando tuttavia il proprio tempo tra Praga e Washington. Nel 1993 dalla scissione della Cecoslovacchia nacquero Repubblica Ceca e Slovacchia, a Lustig venne dato il passaporto ceco. Nel 2003 ha lasciato il suo posto all'American University per tornare definitivamente in Patria, dove il presidente Václav Havel lo ha onorato come esponente di spicco della cultura nazionale in occasione del suo ottantesimo compleanno, nel 2006. Nel 2008 è stato insignito del Premio Franz Kafka, assegnato precedentemente al connazionale Ivan Klíma, sicuramente il premio letterario più illustre conferitogli.
È scomparso nel 2011 all'età di 84 anni a seguito di un tumore al polmone. È sepolto nel nuovo cimitero ebraico di Praga.

## Opere
Pubblicate in Italia:
- Nei suoi occhi verdi, Keller editore, collana PASSI, traduzione dal ceco di Letizia Kostner, pp. 488, ISBN 9788889767559